# St-Symphorien (Nuits-Saint-Georges)

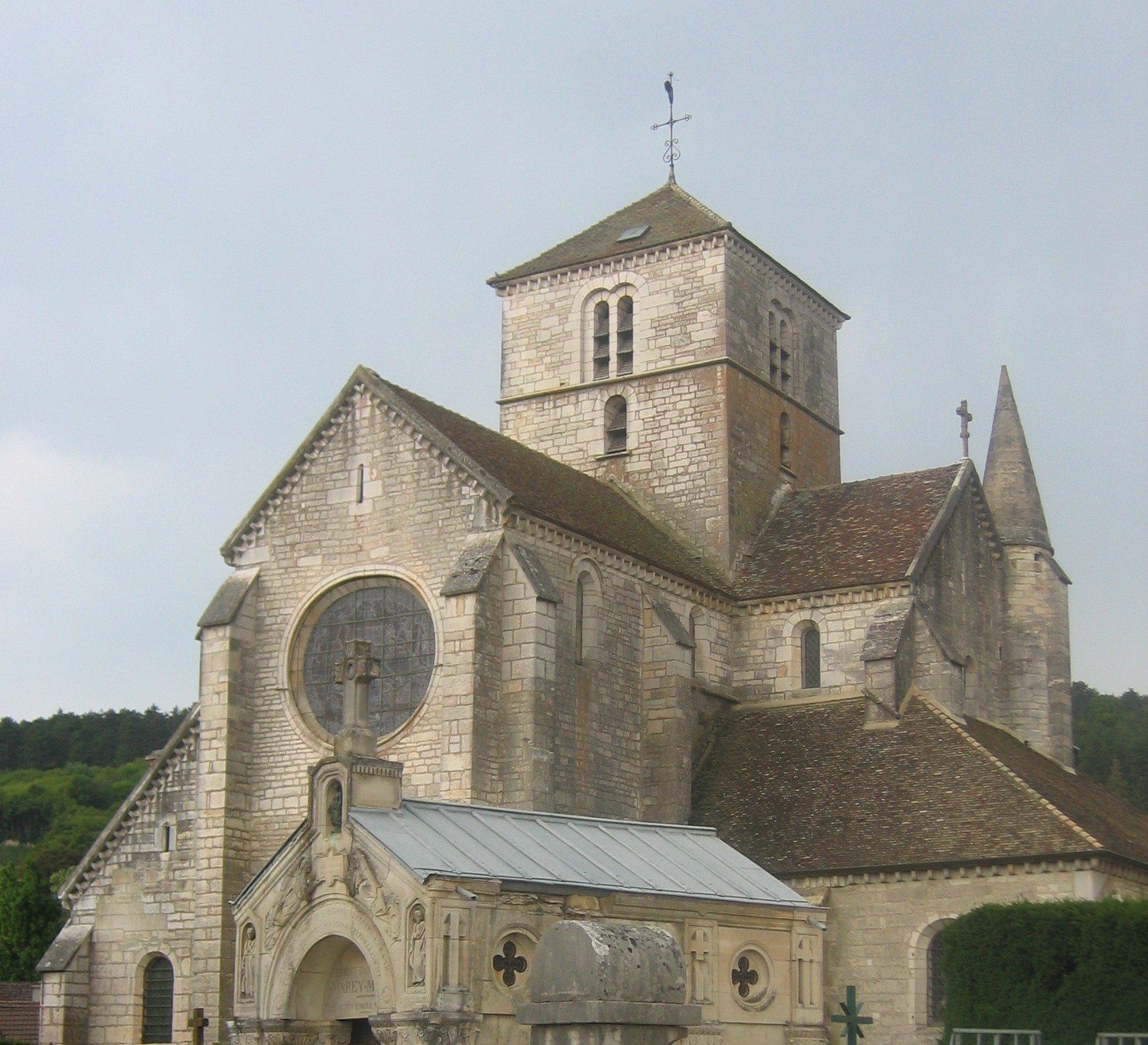
Saint-Symphorien

Die Kirche Saint-Symphorien ist ein im Viertel der Weinbauern (quartier des vignerons) vor den Toren der mittelalterlichen Stadt Nuits-Saint-Georges (Département Côte-d’Or, Bourgogne-Franche-Comté) errichtetes Bauwerk des 13. Jahrhunderts.

## Beschreibung
Während sich andernorts bereits gotische Stilformen durchgesetzt hatten, verharrt die Ende des 13. Jahrhunderts errichtete Kirche noch in Formen der Romanik. 
Der Bau ist eine dreischiffige Basilika mit Querhaus und Vierungsturm. Auch wenn das Erscheinungsbild insgesamt romanisch ist, sind gotische Formelemente unübersehbar. Während sich in den Seitenschiffen Gratgewölbe finden sind Lang- und Querhaus kreuzrippengewölbt. Im Chor finden sich kantonierte Rundpfeiler mit Knospenkapitellen. Die in versetzten Höhen abschließenden Dienste sind ein typisches Merkmal der früheren burgundischen Gotik. Die Zierformen der dreifachen Arkaden und dreifachen Säulchen im Chorhaupt und am Westportal erinnern an Notre-Dame in Dijon. Spätere Anbauten sind die nördlichen Querhauskapellen (um 1400). 
Am südlichen Pfeiler der Chorflankenkapelle findet sich ein bemerkenswertes Malereifragment einer Kreuzigung vom Anfang des 15. Jahrhunderts. Die Marienfigur erinnert an die nur in Repliken erhaltene trauernde Gottesmutter des Kalvarienbergs von Claus Sluter in der Chartreuse de Champmol.
Die Orgel auf der Empore im hinteren Bereich der Kirche ist ein Werk von Etienne Tourneur aus dem Jahr 1714. Im Jahr 1787 wurde sie  während einer Restaurierung vergrößert. Die letzte Restaurierung erfolgte im Jahr 2017 durch Michel Formentelli. Das Instrument verfügt über 21 Register auf zwei Manualen und Pedal.

## Nachweise
1. ↑  Orgel Databank: Nuits-Saint-Georges - Église Saint-Symphorien

Koordinaten: 47° 8′ 29,5″ N, 4° 56′ 38,9″ O